# Элелидзееби
Элелидзееби (груз. ელელიძეები) — село в Грузии, на территории Хулойского муниципалитета автономной республики Аджария.

## География
Село находится в юго-западной части Грузии, на левом берегу реки Аджарисцкали, на расстоянии 1 километра (по прямой) к востоку от посёлка городского типа Хуло, административного центра муниципалитета. Абсолютная высота — 841 метр над уровнем моря.

## Население
По результатам официальной переписи населения 2014 года, в Элелидзееби проживало 114 человек (62 мужчины и 52 женщины). В национальной структуре населения грузины составляли 97,4 %, молдаване – 2,6 %.
| Год  | Население, человек |
| ---- | ------------------ |
| 2002 | 173                |
| 2014 | ↘ 114              |